# 黃背白鮭
黃背白鮭，為輻鰭魚綱鮭形目鮭科的一種，為溫帶淡水魚，分布於歐洲奧地利阿特湖流域，體長可達26公分，棲息在底中層水域，以浮游動物為食，生活習性不明。